# Cazaux-Fréchet-Anéran-Camors
Pour les articles homonymes, voir Camors (homonymie), Cazaux et Fréchet.
Cazaux-Fréchet-Anéran-Camors est une commune française située dans le sud-est du département des Hautes-Pyrénées, en région Occitanie. Sur le plan historique et culturel, la commune est dans le Pays d'Aure, constitué de la vallée de la Neste (en aval de Sarrancolin), de la vallée d'Aure (en amont de Sarrancolin) et de la vallée du Louron.
Exposée à un climat de montagne, elle est drainée par la Neste du Louron, le ruisseau de Saint-Christau et par divers autres petits cours d'eau. La commune possède un patrimoine naturel remarquable composé de sept zones naturelles d'intérêt écologique, faunistique et floristique.
Cazaux-Fréchet-Anéran-Camors est une commune rurale qui compte 65 habitants en 2022, après avoir connu un pic de population de 193 habitants en 1831. .
Ses habitants sont appelés les Cazausiens.

## Géographie

### Localisation
La commune de Cazaux-Fréchet-Anéran-Camors se trouve dans le département des Hautes-Pyrénées, en région Occitanie.
Elle se situe à 53 km à vol d'oiseau de Tarbes, préfecture du département, à 34 km de Bagnères-de-Bigorre, sous-préfecture, et à 31 km de Capvern, bureau centralisateur du canton de Neste, Aure et Louron dont dépend la commune depuis 2015 pour les élections départementales.
La commune fait en outre partie du bassin de vie d'Arreau.
Les communes les plus proches sont : 
Estarvielle (1,2 km), Vielle-Louron (1,4 km), Mont (1,7 km), Avajan (1,7 km), Armenteule (1,8 km), Adervielle-Pouchergues (1,8 km), Loudervielle (2,4 km), Génos (2,7 km).
Sur le plan historique et culturel, Cazaux-Fréchet-Anéran-Camors fait partie du pays de la vallée d'Aure ou pays d'Aure, constitué de la vallée de la Neste (en aval de Sarrancolin), de la vallée d'Aure (en amont de Sarrancolin) et de la vallée du Louron (confluente à Arreau).

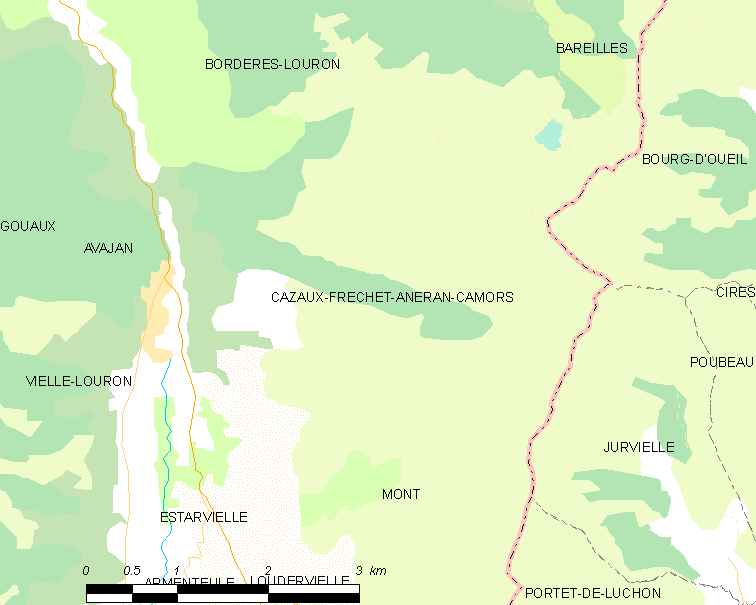
Carte de la commune de Cazaux-Fréchet-Anéran-Camors et des proches communes.

| Avajan                 | Bordères-Louron              | Bourg-d'Oueil (Haute-Garonne) |
| Vielle-Louron          | Cazaux-Fréchet-Anéran-Camors | Jurvielle (Haute-Garonne)     |
| Adervielle-Pouchergues | Estarvielle                  | Mont                          |

### Paysages et relief

Sélection de vues du village et de ses hameaux.
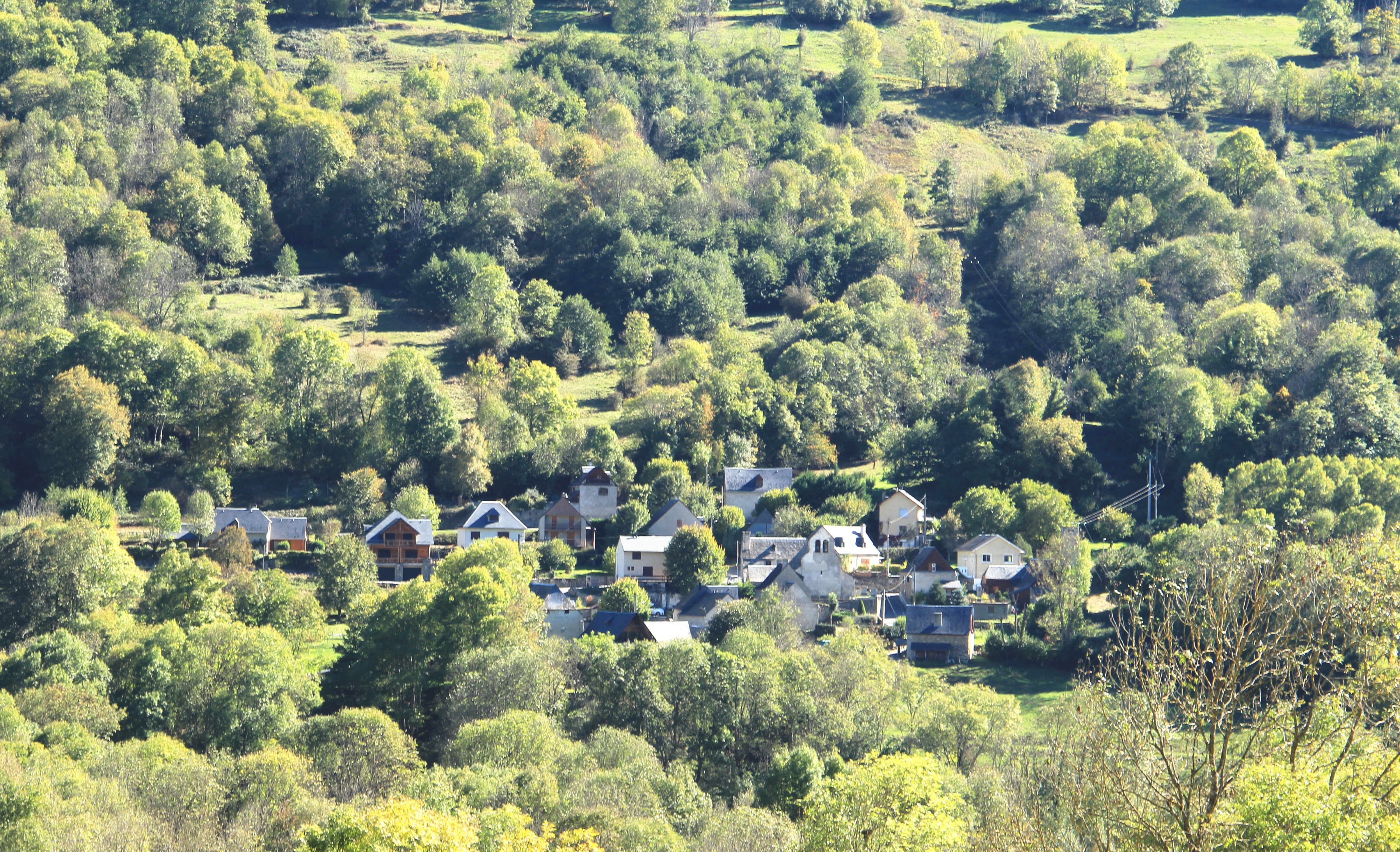
Vu d'Anéran
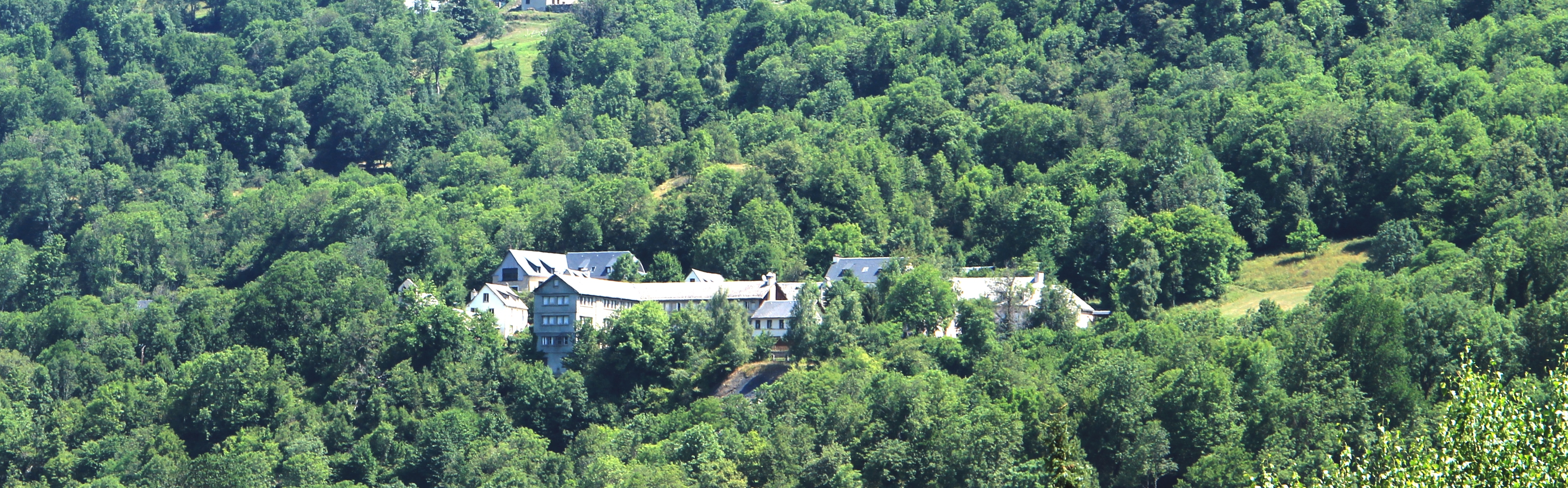
Vu de Camors
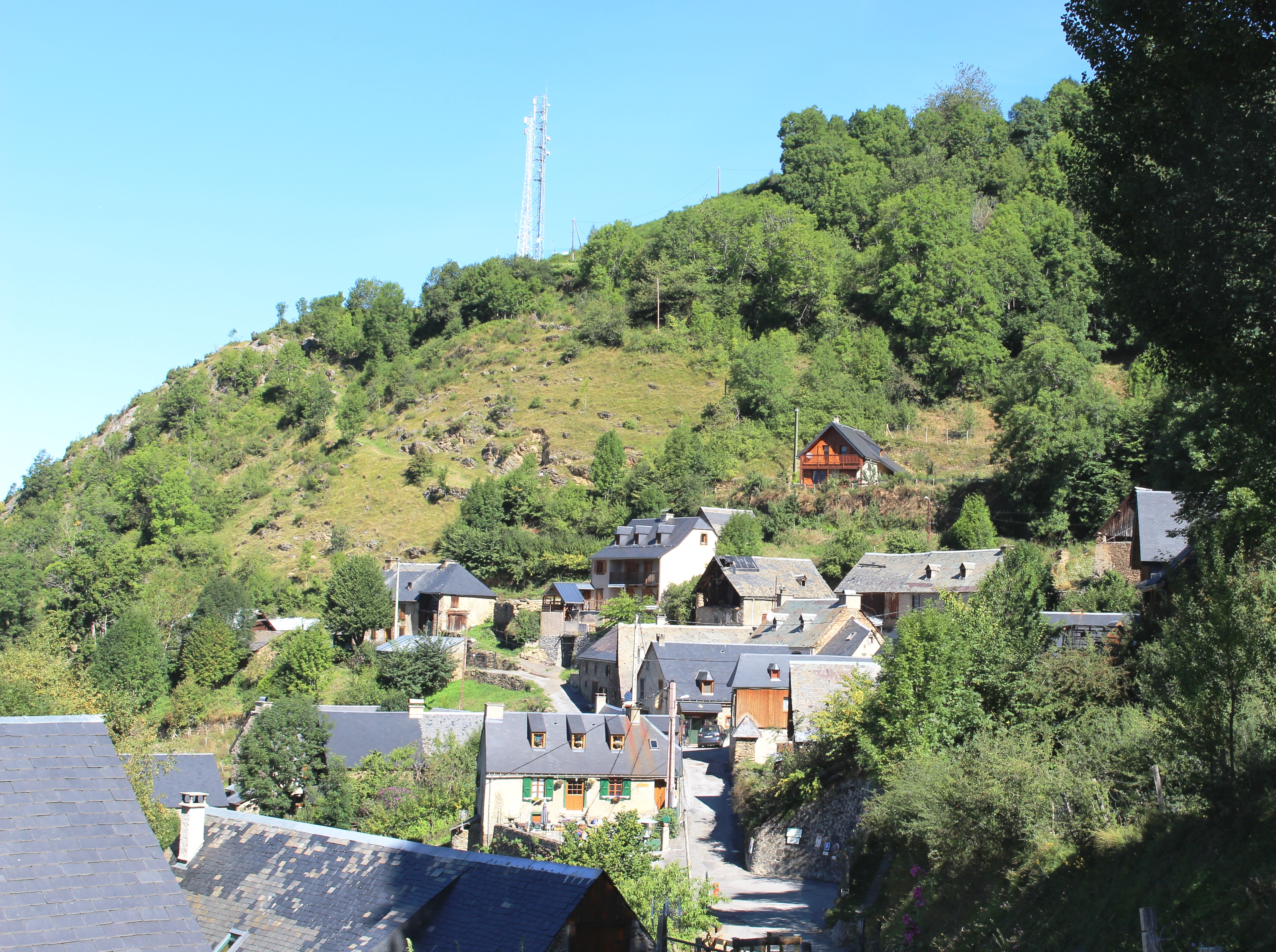
Vu de Cazaux-Dessus
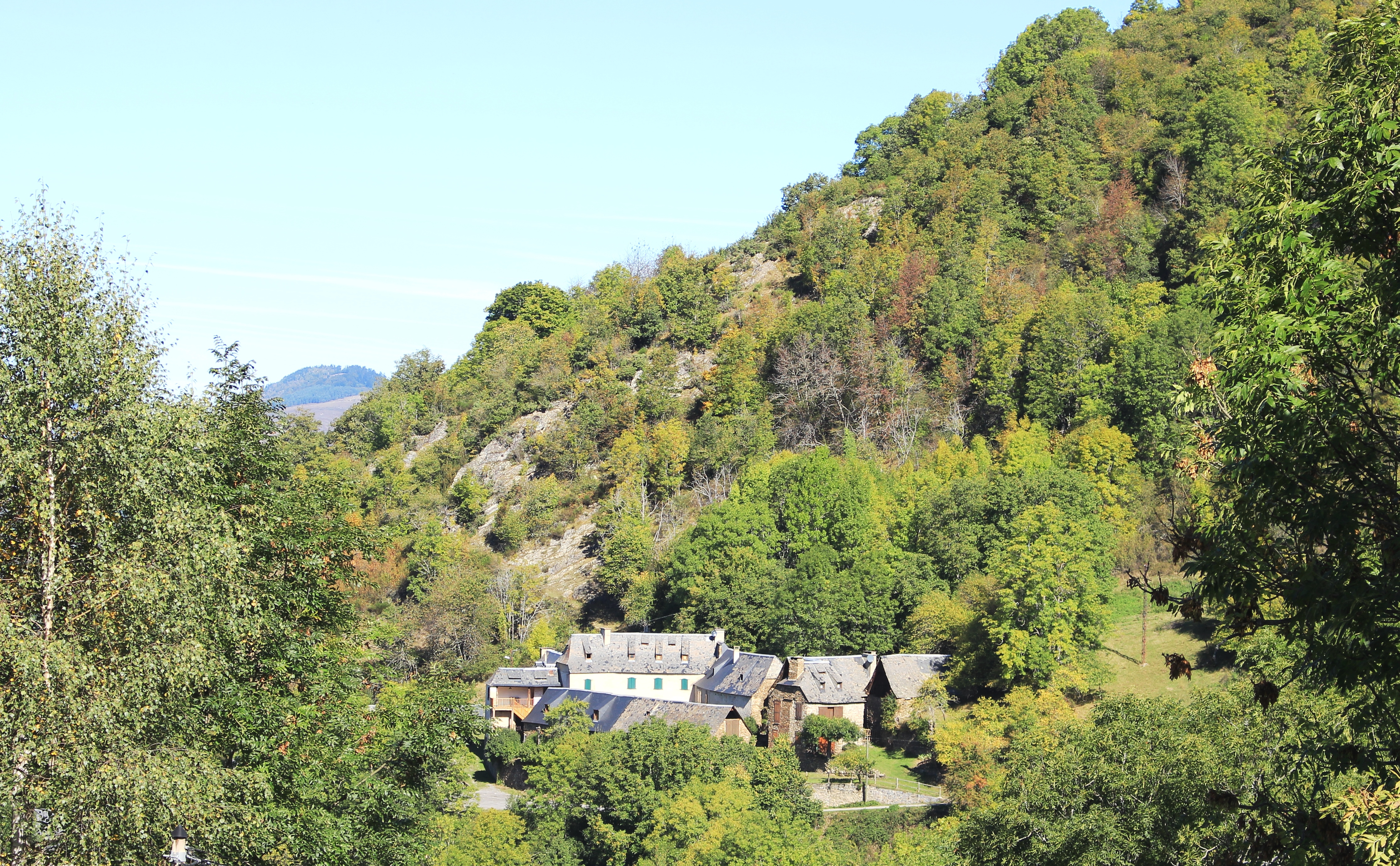
Vu de Cazaux-Debat

### Hydrographie
La Neste du Louron (affluent droit de la Neste) traverse le village du sud au nord et son affluent le ruisseau de Saint-Christau qui coule d'ouest en est forme une partie de la limite nord avec la commune de Bordères-Louron.

Les ruisseaux de Hosse (en occitan : la fosse) et d'Oueil Ardoun (en occitan : la source ronde), affluents de rive droite  du ruisseau de Saint-Christau, prennent leur source sur la commune et la traverse d’est en ouest en partie nord du village.
  
Le ruisseau du Barrat (en occitan : fermé) affluents de rive droite de la  Neste du Louron, prend sa source sur la commune et la traverse d’est en ouest en partie sud du village.
On peut accéder au lac de Bareilles depuis le sentier du Cap de Peyrehicade en passant par le col du Lion (2 031 m).

### Climat
Le climat qui caractérise la commune est qualifié, en 2010, de « climat de montagne », selon la typologie des climats de la France qui compte alors huit grands types de climats en métropole. En 2020, la commune ressort du même type de climat dans la classification établie par Météo-France, qui ne compte désormais, en première approche, que cinq grands types de climats en métropole. Pour ce type de climat, la température décroît rapidement en fonction de l'altitude. On observe une nébulosité minimale en hiver et maximale en été. Les vents et les précipitations varient notablement selon le lieu.
Les paramètres climatiques qui ont permis d’établir la typologie de 2010 comportent six variables pour les températures et huit pour les précipitations, dont les valeurs correspondent à la normale 1971-2000. Les sept principales variables caractérisant la commune sont présentées dans l'encadré ci-après.
| Paramètres climatiques communaux sur la période 1971-2000 - Moyenne annuelle de température : 8,3 °C - Nombre de jours avec une température inférieure à −5 °C : 8,2 j - Nombre de jours avec une température supérieure à 30 °C : 1,4 j - Amplitude thermique annuelle : 14,4 °C - Cumuls annuels de précipitation : 1 013 mm - Nombre de jours de précipitation en janvier : 10,2 j - Nombre de jours de précipitation en juillet : 8,6 j |

Avec le changement climatique, ces variables ont évolué. Une étude réalisée en 2014 par la Direction générale de l'Énergie et du Climat complétée par des études régionales prévoit en effet que la  température moyenne devrait croître et la pluviométrie moyenne baisser, avec toutefois de fortes variations régionales. Ces changements peuvent être constatés sur la station météorologique de Météo-France la plus proche, « Génos », sur la commune de Génos, mise en service en 1969 et qui se trouve à 3 km à vol d'oiseau,, où la température moyenne annuelle est de 7,8 °C et la hauteur de précipitations de 1 483,6 mm pour la période 1981-2010.
Sur la station météorologique historique la plus proche, « Tarbes-Lourdes-Pyrénées », sur la commune d'Ossun, mise en service en 1946 et à 54 km, la température moyenne annuelle évolue de 12,2 °C pour la période 1971-2000, à 12,6 °C pour 1981-2010, puis à 12,9 °C pour 1991-2020.

### Milieux naturels et biodiversité
L’inventaire des zones naturelles d'intérêt écologique, faunistique et floristique (ZNIEFF) a pour objectif de réaliser une couverture des zones les plus intéressantes sur le plan écologique, essentiellement dans la perspective d’améliorer la connaissance du patrimoine naturel national et de fournir aux différents décideurs un outil d’aide à la prise en compte de l’environnement dans l’aménagement du territoire.
Quatre ZNIEFF de type 1 sont recensées sur la commune :
- les « estives de Peyresourde à Pouyaué » (1 049 ha), couvrant 7 communes dont trois dans la Haute-Garonne et quatre dans les Hautes-Pyrénées[20] ;
- « la Neste du Louron et ses affluents » (145 ha), couvrant 15 communes du département[21] ;
- la « vallée d'Oueil et soulane du Larboust » (6 150 ha), couvrant 27 communes dont 21 dans la Haute-Garonne et six dans les Hautes-Pyrénées[22] ;
- les « vallons forestiers et milieux subalpins en rive droite du bas Louron » (6 635 ha), couvrant 17 communes dont deux dans la Haute-Garonne et 15 dans les Hautes-Pyrénées[23] ;

et trois ZNIEFF de type 2, : 
- les « Garonne amont, Pique et Neste » (1 788 ha), couvrant 112 communes dont 42 dans la Haute-Garonne et 70 dans les Hautes-Pyrénées[24] ;
- la « Haute montagne en Haute-Garonne » (33 294 ha), couvrant 49 communes dont 41 dans la Haute-Garonne et huit dans les Hautes-Pyrénées[25] ;
- la « vallée du Louron » (16 472 ha), couvrant 30 communes dont six dans la Haute-Garonne et 24 dans les Hautes-Pyrénées[26].

## Urbanisme

Sélection de vues de plaques de rues du village.
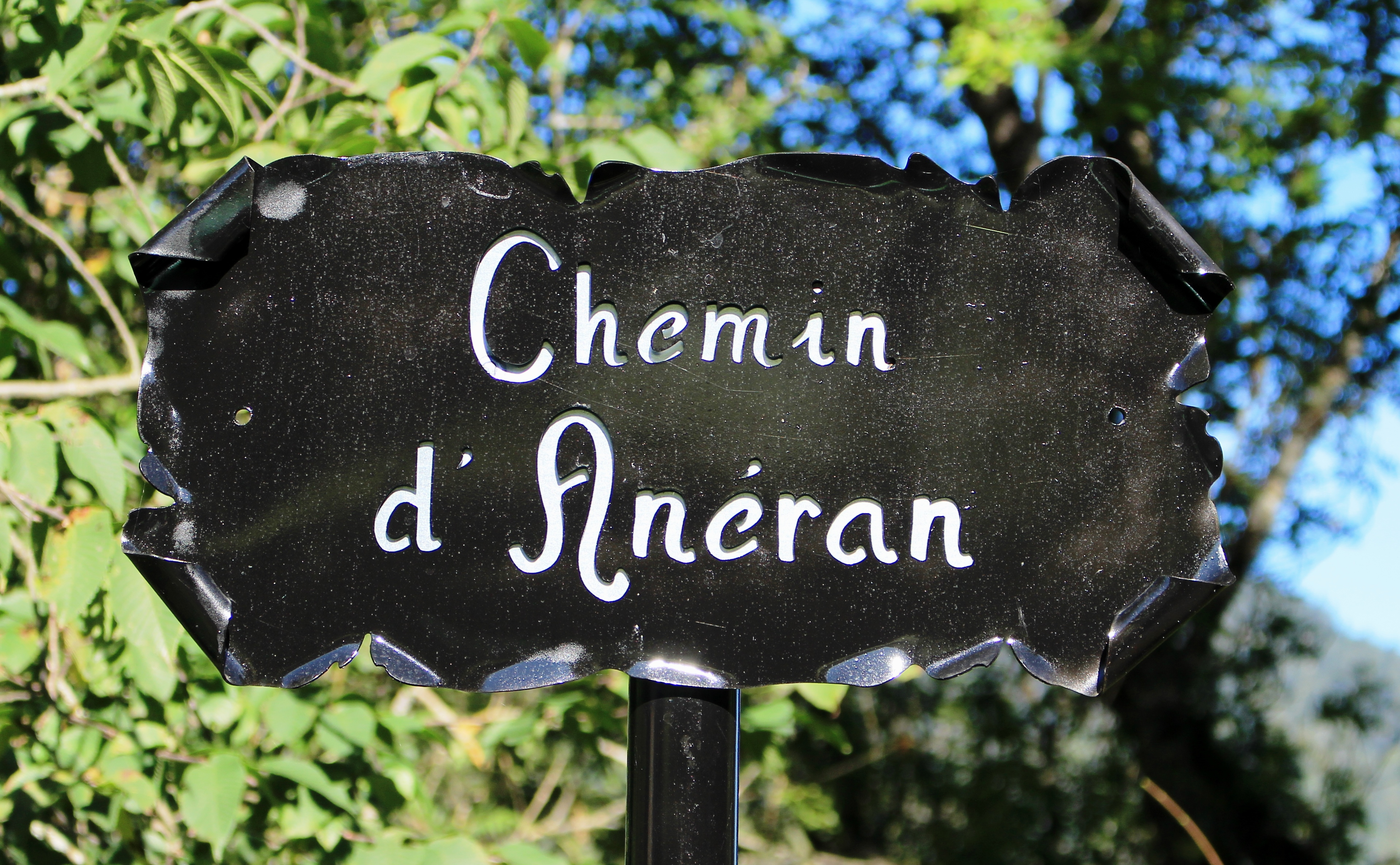
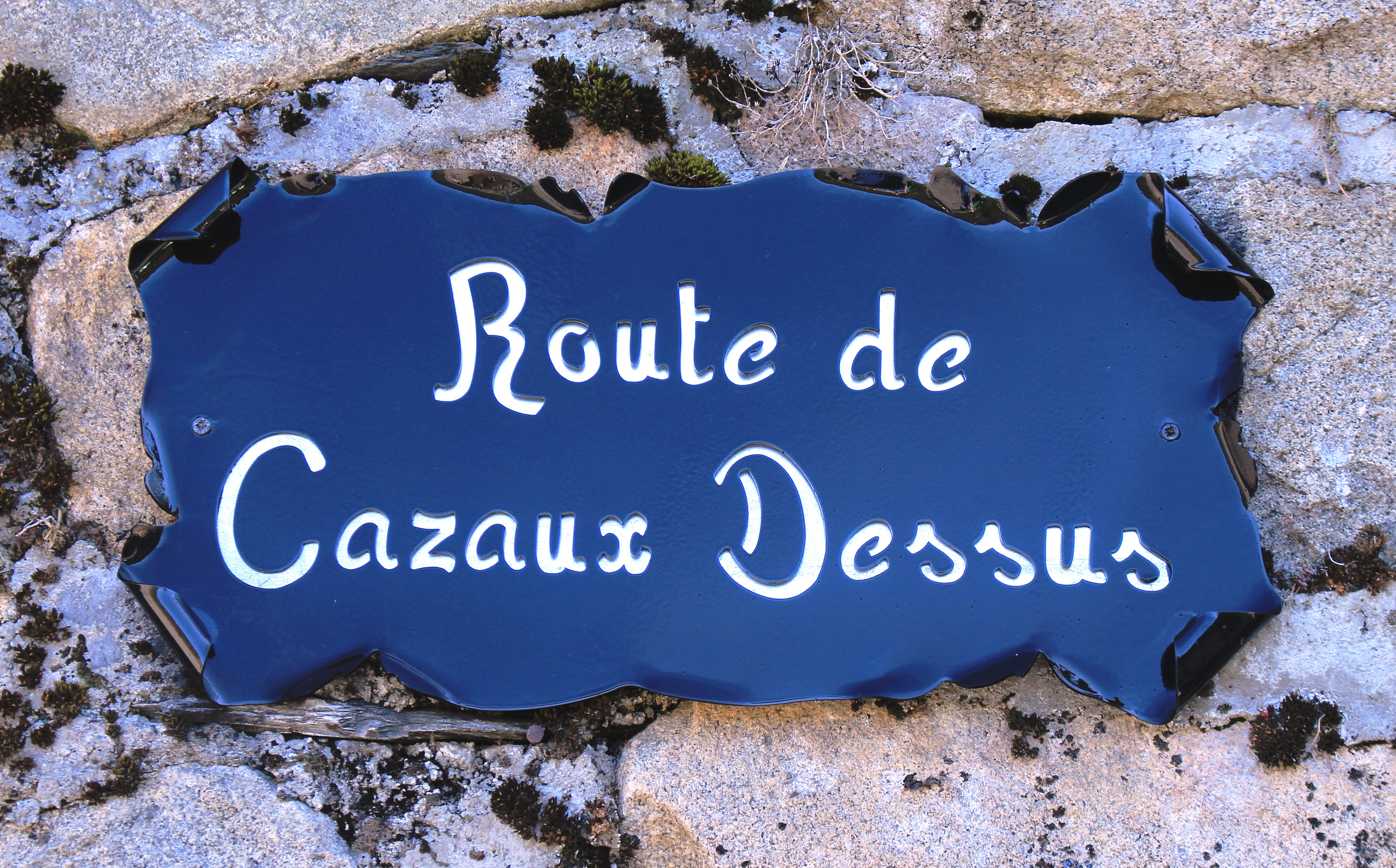
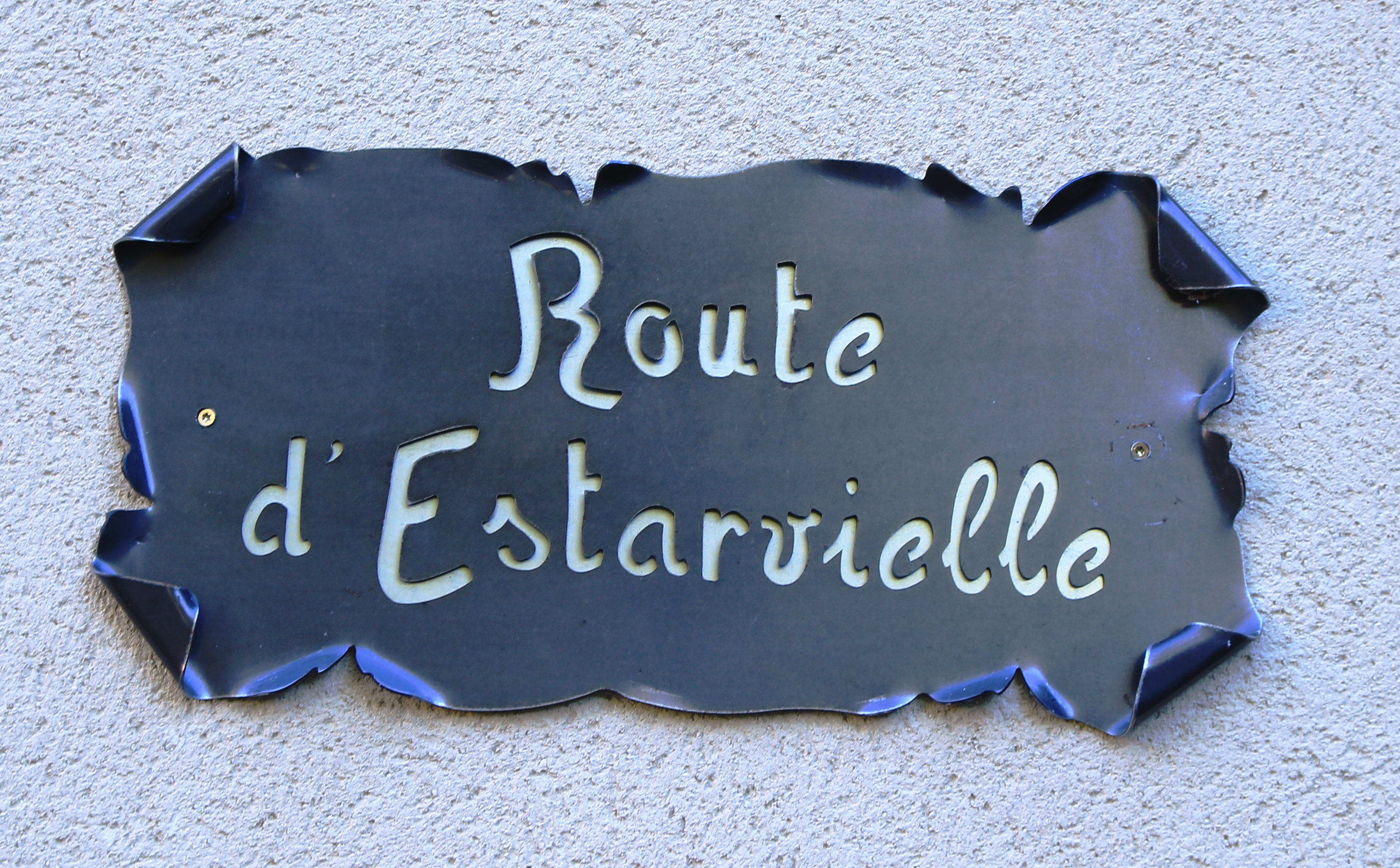

### Typologie
Au 1er janvier 2024, Cazaux-Fréchet-Anéran-Camors est catégorisée commune rurale à habitat très dispersé, selon la nouvelle grille communale de densité à sept niveaux définie par l'Insee en 2022.
Elle est située hors unité urbaine et hors attraction des villes,.

### Occupation des sols
L'occupation des sols de la commune, telle qu'elle ressort de la base de données européenne d’occupation biophysique des sols Corine Land Cover (CLC), est marquée par l'importance des forêts et milieux semi-naturels (84,3 % en 2018), une proportion identique à celle de 1990 (84,3 %). La répartition détaillée en 2018 est la suivante : 
milieux à végétation arbustive et/ou herbacée (61,1 %), forêts (23,2 %), zones agricoles hétérogènes (8,4 %), prairies (7,3 %).
L'IGN met par ailleurs à disposition un outil en ligne permettant de comparer l’évolution dans le temps de l’occupation des sols de la commune (ou de territoires à des échelles différentes). Plusieurs époques sont accessibles sous forme de cartes ou photos aériennes : la carte de Cassini (XVIIIe siècle), la carte d'état-major (1820-1866) et la période actuelle (1950 à aujourd'hui).

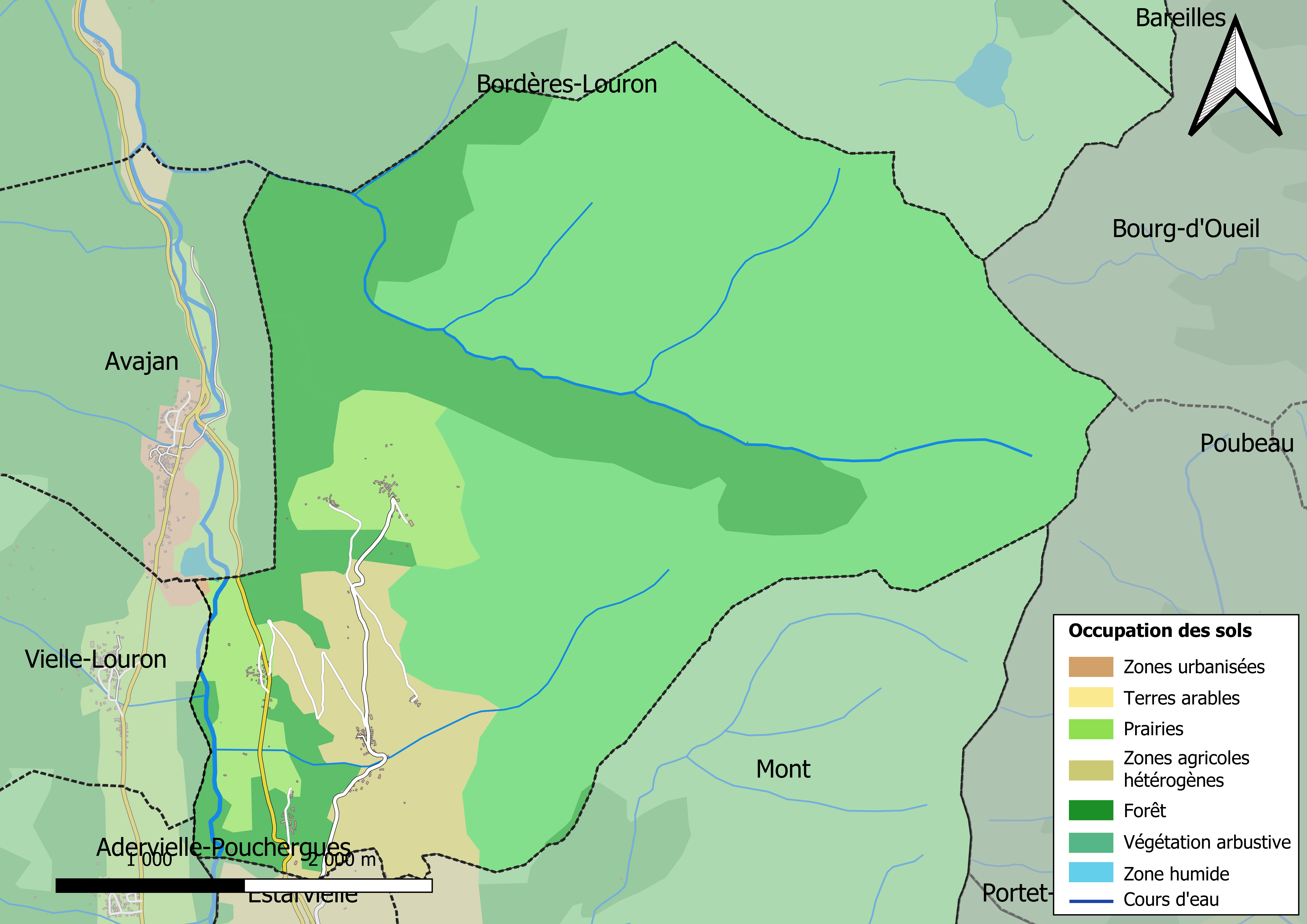
Carte des infrastructures et de l'occupation des sols en 2018 (CLC) de la commune.
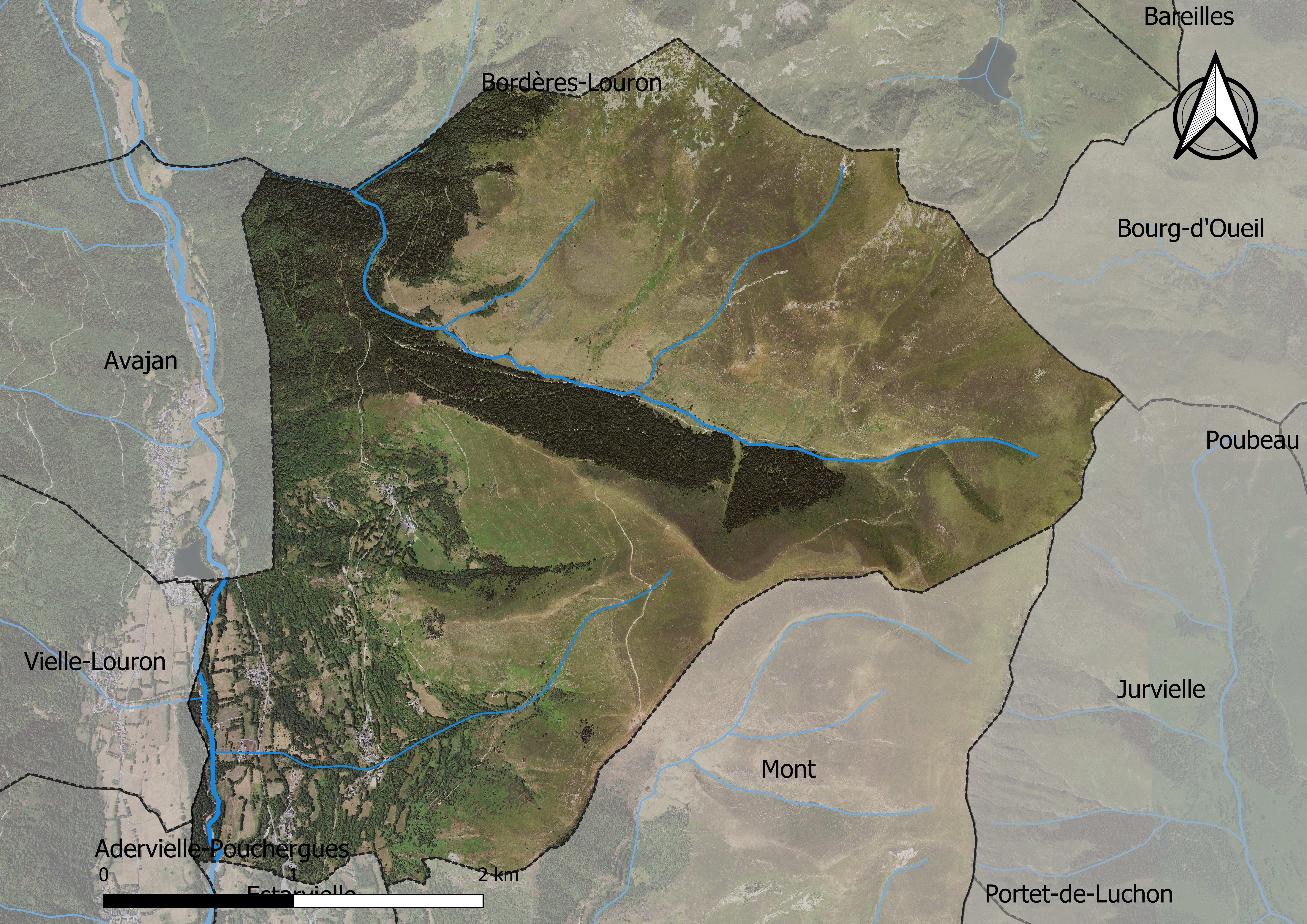
Carte orthophotogrammétrique de la commune.

### Logement
En 2012, le nombre total de logements dans la commune est de 116.

Parmi ces logements, 26,8  % sont des résidences principales, 68,8  % des résidences secondaires 44  % des logements vacants.

### Voies de communication et transports
Cette commune est desservie par la route départementale D 618 et par la route départementale D 25.

## Toponymie

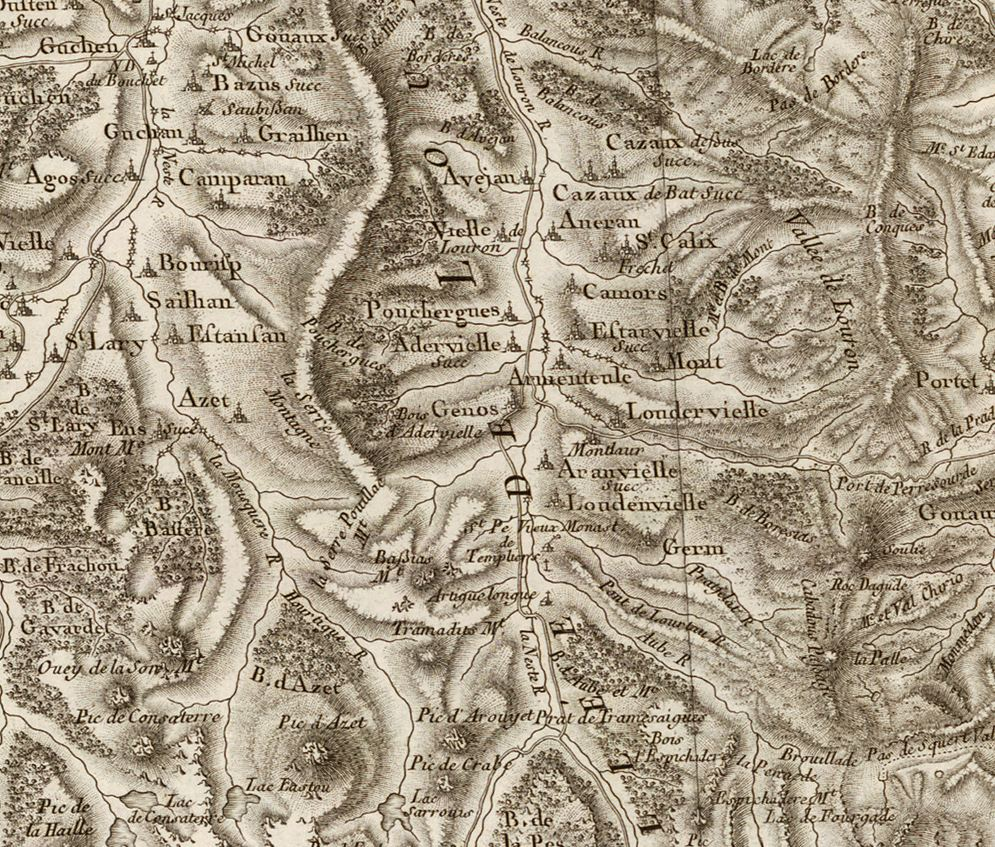
Extrait de la carte de Cassini (entre 1756 et 1789) situant Cazaux-Fréchet-Anéran-Camors au nord de Génos

On trouvera les principales informations dans le Dictionnaire toponymique des communes des Hautes Pyrénées de Michel Grosclaude et Jean-François Le Nail qui rapporte les dénominations historiques du village :

### Cazaux
Dénominations historiques :
- Cazaux en Aure, (1723-1769, registres paroissiaux) ;
- Cazeaux-Debat en Loron, (1738, registres paroissiaux) ;
- Cazeaux-Dessus en Loron, (1738, registres paroissiaux) ;
- Cazaux de Louron, (1790, Département 2 ; 1806, Laboulinière).

Étymologie : du gascon casau (propriété rurale).
Nom occitan : Cadaus.

### Fréchet
Dénominations historiques :
- de Fraxineto, latin (1387, pouillé du Comminges) ;
- Frechet en Loron, (1738, registres paroissiaux) ;
- Fréchet de Louron, (1790, Département 2).

Étymologie : du latin fraxinetum (= lieu où poussent les frênes).
Nom occitan : Hereishet.

### Anéran
Dénominations historiques :
- Anera, (1216, actes Bonnefont) ;
- de Anerano, latin (1387, pouillé de Tarbes) ;
- Aneran en Loron, (1671-1672, registres paroissiaux) ;
- Anéran-Camors, depuis la fusion des deux villages le 9 septembre 1806.

Étymologie : probablement nom de domaine antique. Suffixe anum, mais précédé d’un nom de personne incertain (peut-être Aner).
Nom occitan : Anèra.

### Camors
Dénominations historiques :
- de Camorcio, latin (1387, pouillé du Comminges) ;
- Camours, (1767, Larcher, cartulaire du Comminges).

Étymologie : probablement de Camon (= terrain fertile). Finale énigmatique.
Nom occitan : Camors.

## Histoire

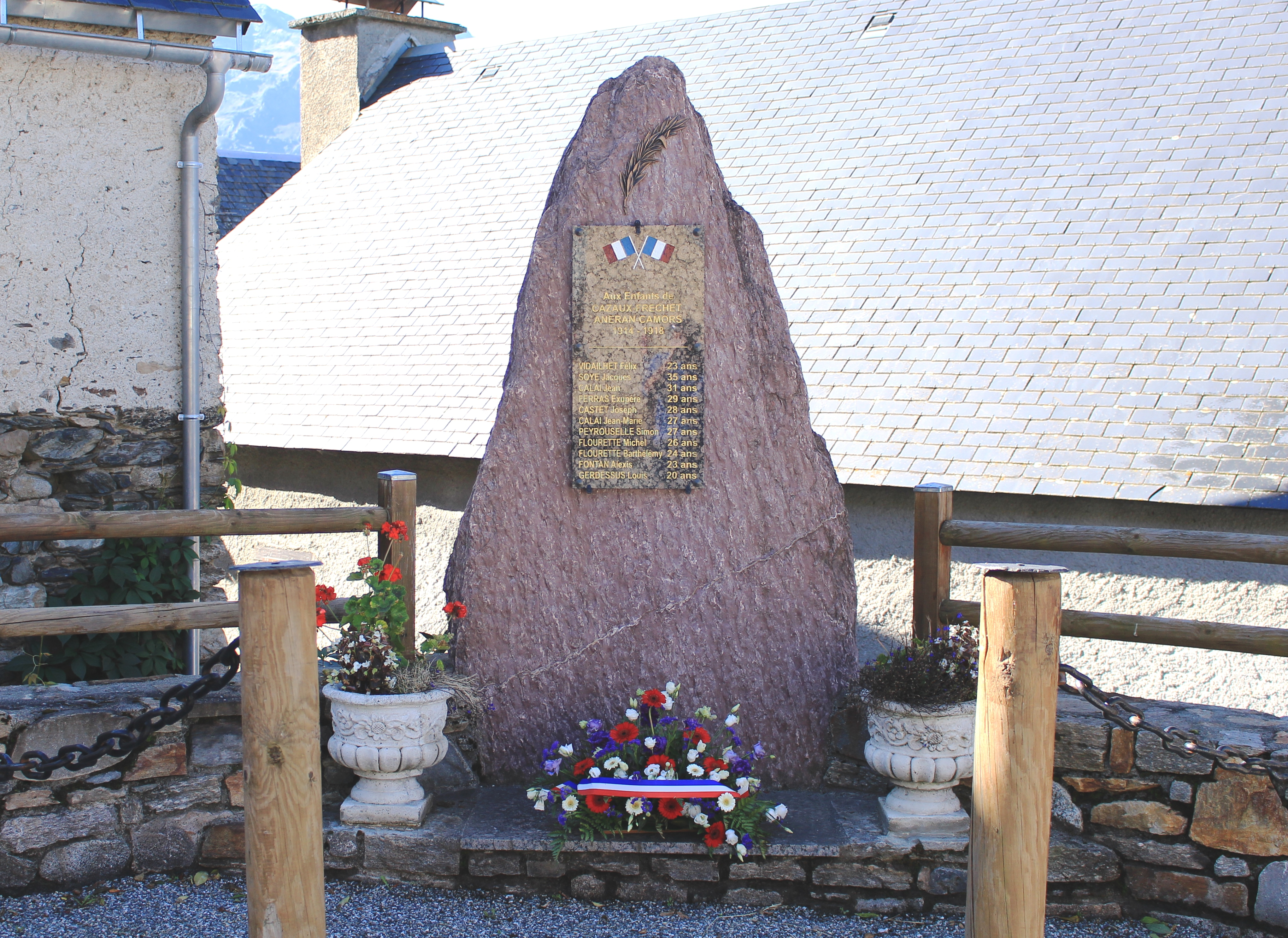
Le monument aux morts municipal à Cazaux-Fréchet.

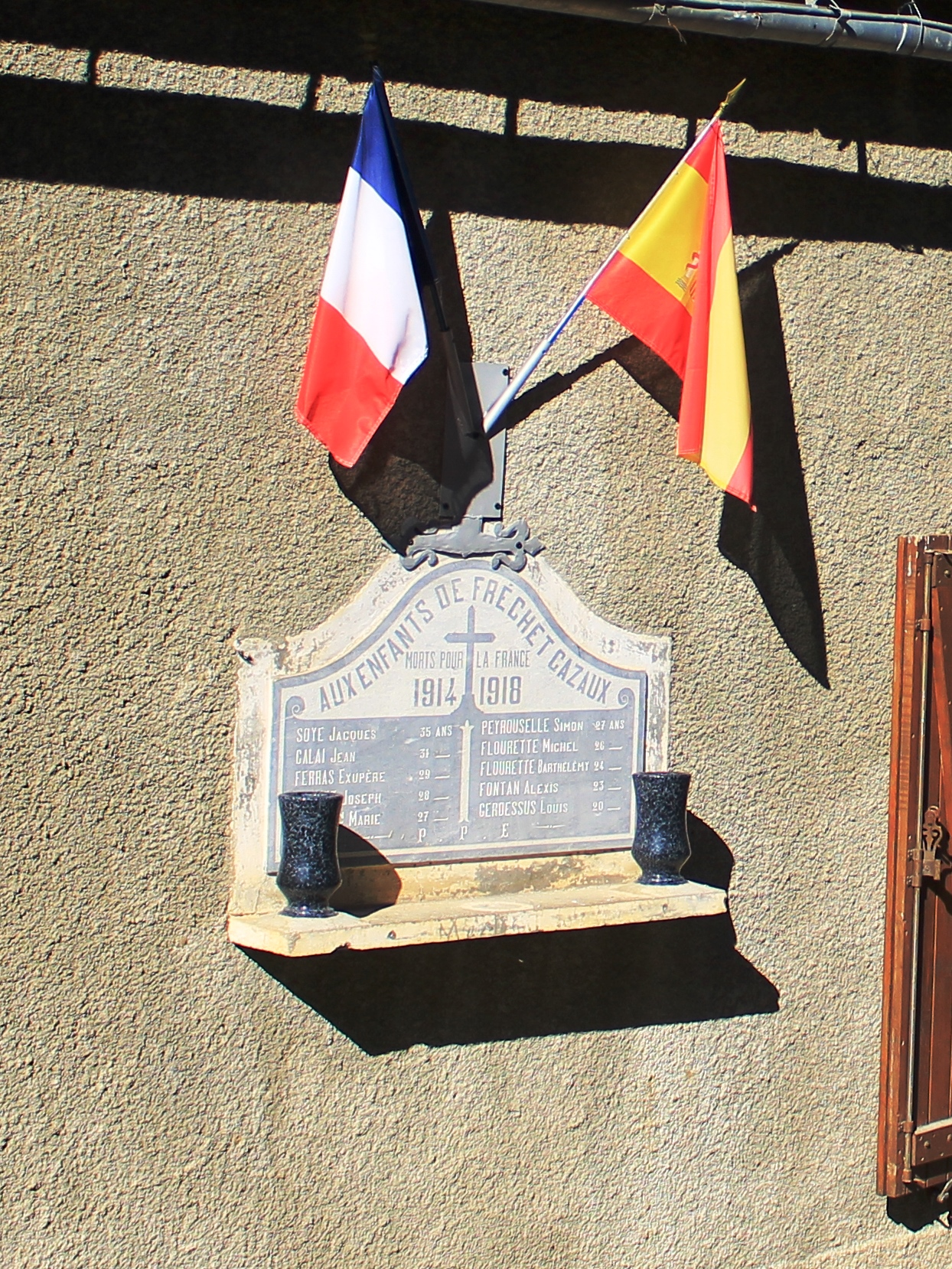
Le monument sur la mairie.

### Époque contemporaine
En 1806, Cazaux est réuni à Fréchet, sous le nom de Cazaux-Fréchet, de même que Anéran et Camors et sous le nom d’Anéran-Camors.

En 1978, Cazaux-Fréchet et Anéran-Camors sont réunis sous le nom de Cazaux-Fréchet-Anéran-Camors.

### Cadastre de Cazaux-Fréchet-Anéran-Camors
- Le plan cadastral napoléonien de Cazaux-Fréchet est consultable sur le site des archives départementales des Hautes-Pyrénées[29].
- Le plan cadastral napoléonien d'Anéran-Camors est consultable sur le site des archives départementales des Hautes-Pyrénées[30].

## Politique et administration

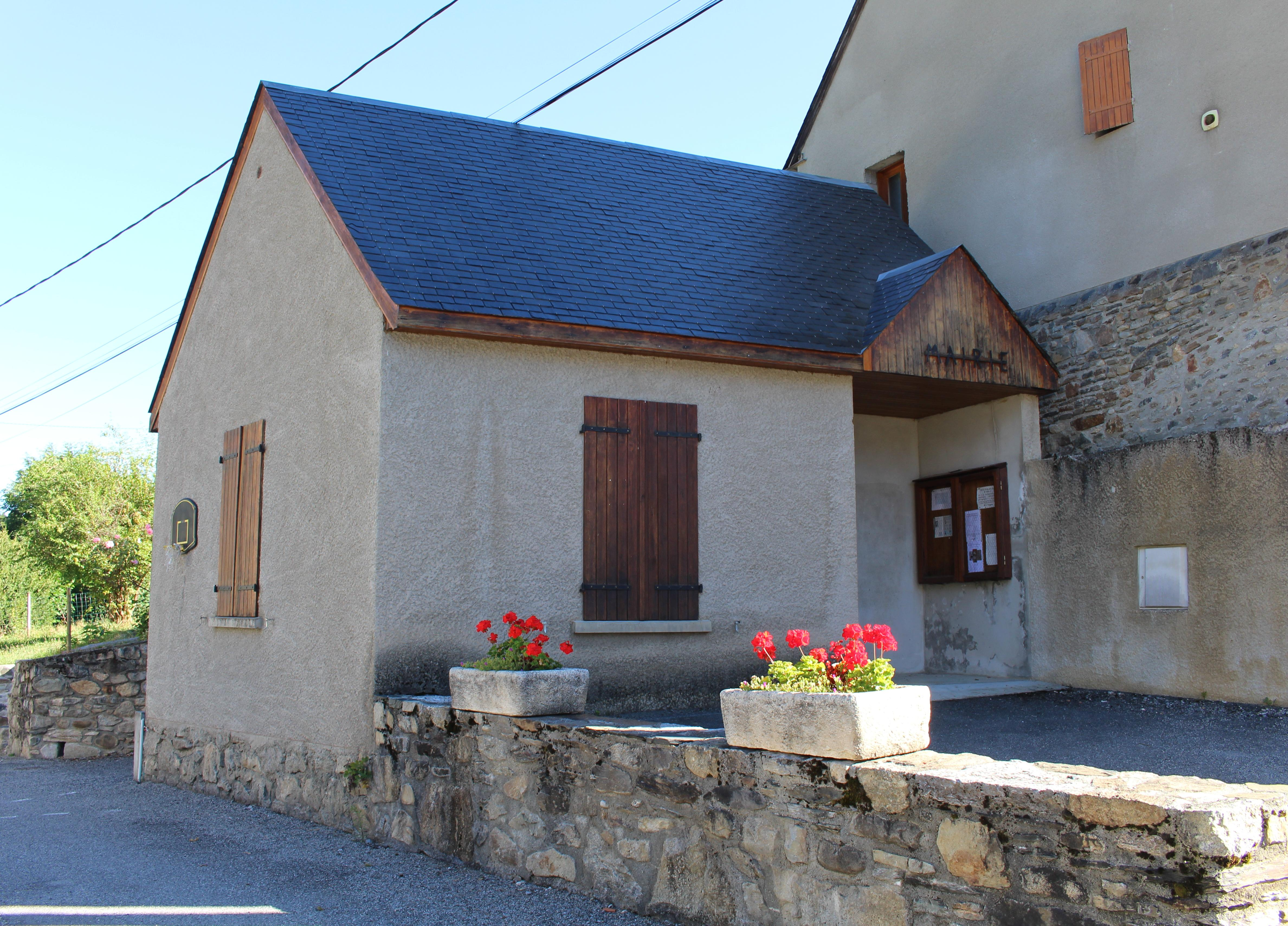
La mairie à Anéran en 2014.

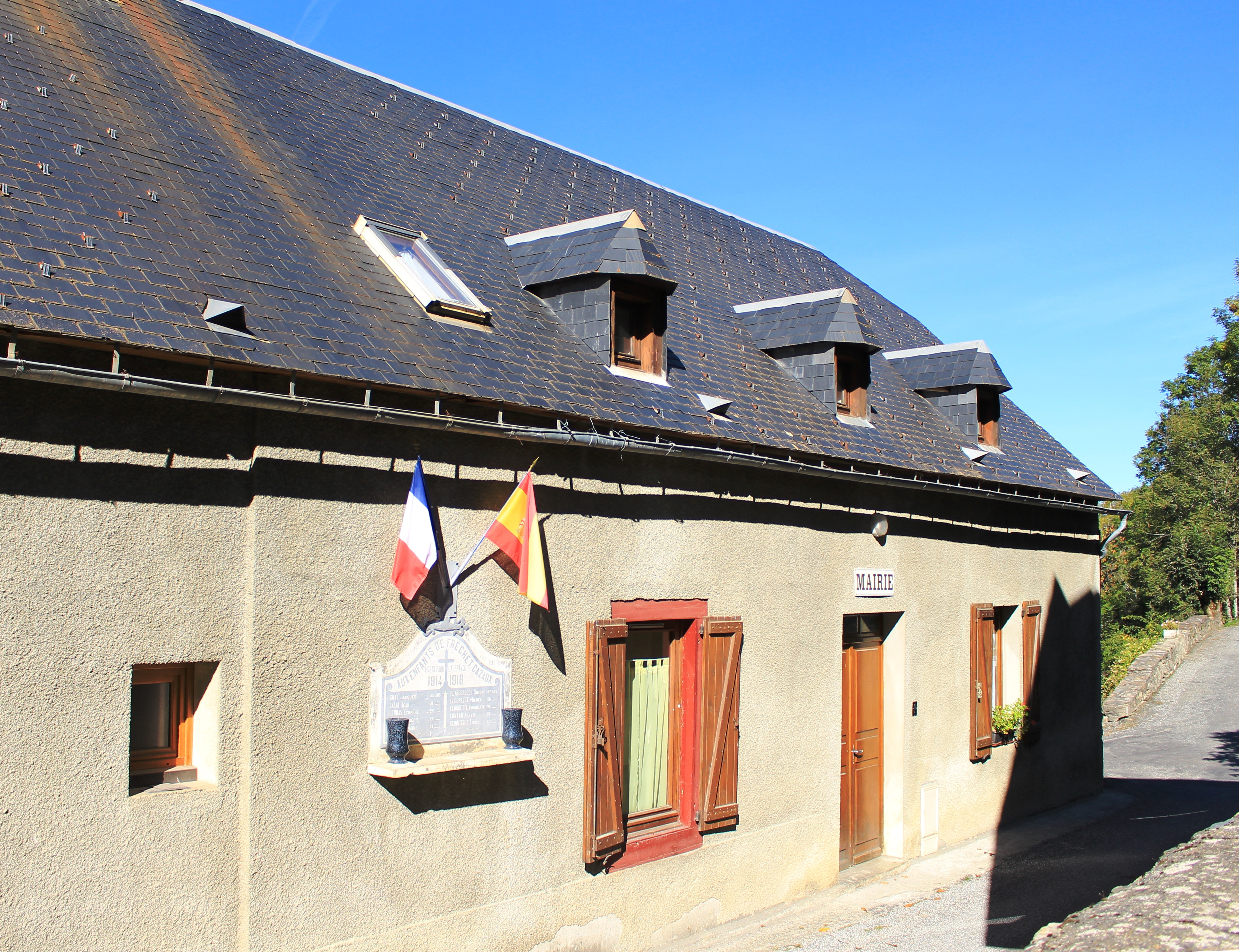
La mairie à Cazaux-Fréchet en 2021.

### Liste des maires
| Période                                  | Période   | Identité             | Étiquette | Qualité |
| ---------------------------------------- | --------- | -------------------- | --------- | ------- |
| Les données manquantes sont à compléter. |           |                      |           |         |
|                                          |           |                      |           |         |
| avant 1988                               | ?         | Jean-Bernard Carrère |           |         |
| mars 2008                                | mars 2014 | Pierre Flourette     |           |         |
| mars 2014                                | en cours  | Dominique Galaup     |           |         |

### Rattachements administratifs et électoraux

#### Historique administratif
Sénéchaussée d'Auch, élection de Rivière-Verdun ou de Comminges, vallée du Louron, 
canton de Bordères-Louron (1790-2014). Cazaux est constitué des quartiers de Cazaux-Debat et Cazaux-Dessus, désigné sous le nom de Cazaux de Louron (1790, 1806) pour le distinguer de Cazaux-Debat. Cazaux,  Fréchet, Anéran et Camors  figurent comme communes distinctes dès 1790. Dans la première répartition de 1790, Fréchet est désigné sous le nom de Saint-Calix et de Fréchet de Louron dans la seconde. Cazaux est réuni à Fréchet, sous le nom de Cazaux-Fréchet, en 1806, de même que Camors et Anéran sous le nom d'Anéran-Camors. Anéran-Camors et Cazaux-Fréchet sont réunis en 1978.

#### Intercommunalité
Cazaux-Fréchet-Anéran-Camors appartient à la communauté de communes Aure Louron créée au 1er janvier 2017 et qui réunit 47 communes.

## Population et société

### Démographie

#### Évolution démographique
L'évolution du nombre d'habitants est connue à travers les recensements de la population effectués dans la commune depuis 1793. Pour les communes de moins de 10 000 habitants, une enquête de recensement portant sur toute la population est réalisée tous les cinq ans, les populations de référence des années intermédiaires étant quant à elles estimées par interpolation ou extrapolation. Pour la commune, le premier recensement exhaustif entrant dans le cadre du nouveau dispositif a été réalisé en 2005.

En 2022, la commune comptait 65 habitants, en évolution de +41,3 % par rapport à 2016 (Hautes-Pyrénées : +1,59 %, France hors Mayotte : +2,11 %).
| 1793 | 1800 | 1806 | 1821 | 1831 | 1836 | 1841 | 1846 | 1851 |
| ---- | ---- | ---- | ---- | ---- | ---- | ---- | ---- | ---- |
| 75   | 63   | 92   | 143  | 193  | 179  | 186  | 190  | 176  |

| 1856 | 1861 | 1866 | 1872 | 1876 | 1881 | 1886 | 1891 | 1896 |
| ---- | ---- | ---- | ---- | ---- | ---- | ---- | ---- | ---- |
| 168  | 175  | 175  | 152  | 162  | 151  | 155  | 145  | 132  |

| 1901 | 1906 | 1911 | 1921 | 1926 | 1931 | 1936 | 1946 | 1954 |
| ---- | ---- | ---- | ---- | ---- | ---- | ---- | ---- | ---- |
| 125  | 133  | 130  | 117  | 108  | 108  | 81   | 66   | 49   |

| 1962 | 1968 | 1975 | 1982 | 1990 | 1999 | 2005 | 2006 | 2010 |
| ---- | ---- | ---- | ---- | ---- | ---- | ---- | ---- | ---- |
| 48   | 41   | 57   | 48   | 35   | 44   | 41   | 42   | 61   |

| 2015 | 2020 | 2022 | - | - | - | - | - | - |
| ---- | ---- | ---- | - | - | - | - | - | - |
| 47   | 60   | 65   | - | - | - | - | - | - |

## Économie

### Emploi
|                | 2008  | 2013  | 2018  |
| -------------- | ----- | ----- | ----- |
| Commune        | 4,9 % | 0 %   | 9,5 % |
| Département    | 7,7 % | 9,4 % | 9,8 % |
| France entière | 8,3 % | 10 %  | 10 %  |

En 2018, la population âgée de 15 à 64 ans s'élève à 36 personnes, parmi lesquelles on compte 85,7 % d'actifs (76,2 % ayant un emploi et 9,5 % de chômeurs) et 14,3 % d'inactifs,. Depuis 2008, le taux de chômage communal (au sens du recensement) des 15-64 ans est inférieur à celui de la France et du département.
La commune est hors attraction des villes,. Elle compte 11 emplois en 2018, contre 11 en 2013 et 8 en 2008. Le nombre d'actifs ayant un emploi résidant dans la commune est de 29, soit un indicateur de concentration d'emploi de 36,9 % et un taux d'activité parmi les 15 ans ou plus de 71,2 %.
Sur ces 29 actifs de 15 ans ou plus ayant un emploi, 3 travaillent dans la commune, soit 9 % des habitants. Pour se rendre au travail, 97 % des habitants utilisent un véhicule personnel ou de fonction à quatre roues et 3 % s'y rendent en deux-roues, à vélo ou à pied.

## Culture locale et patrimoine

### Lieux et monuments

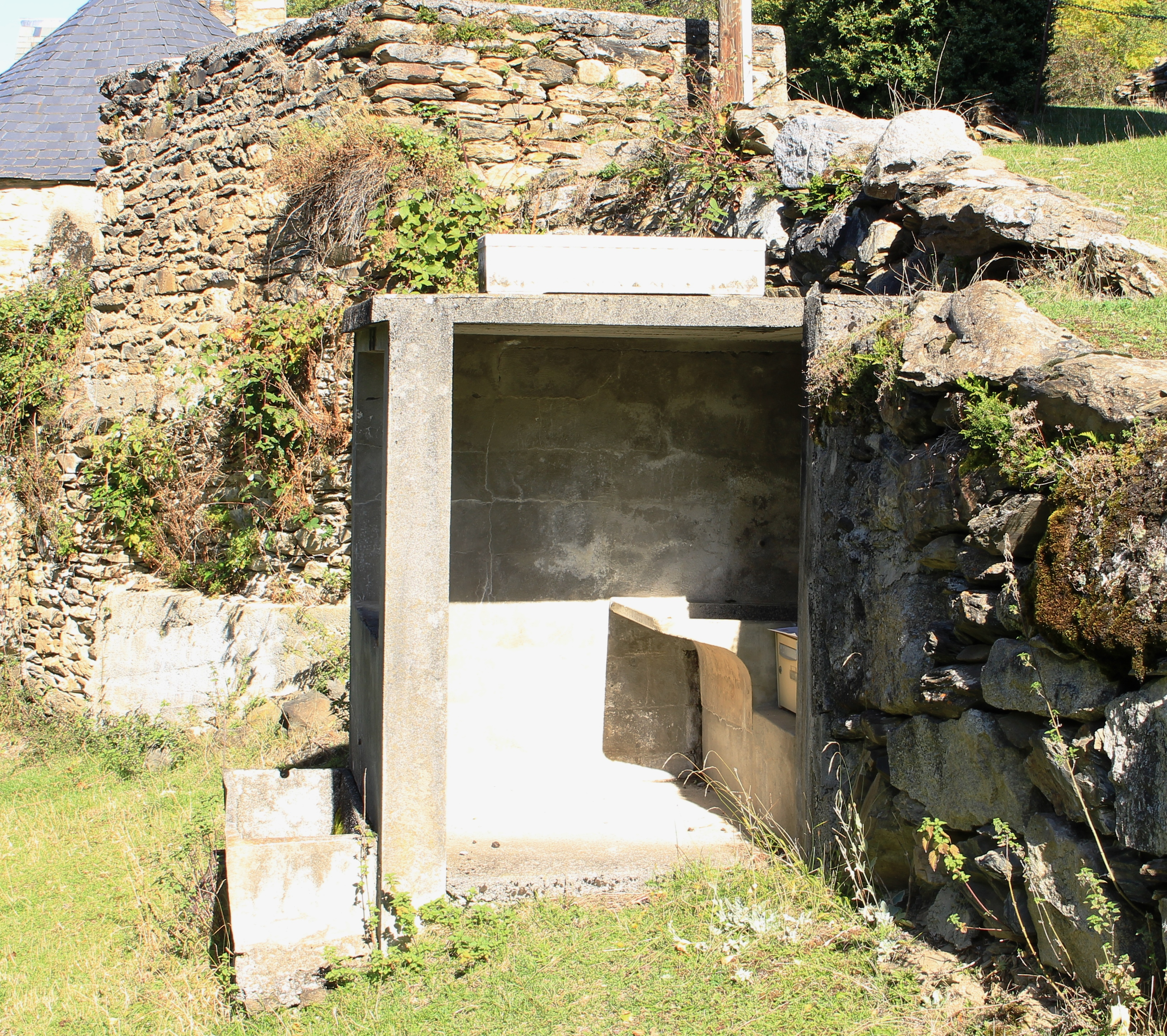
Le lavoir.

- Église Saint-Calixte de Cazaux-Fréchet-Anéran-Camors.
- Église Notre-Dame d'Anéran.
- Église Saint-Jacques de Camors.
- Chapelle Saint-Saturnin de Cazaux-Debat.
- Chapelle Saint-Éloi de Cazaux-Dessus.
- Chapelle Notre-Dame de Fréchet.
- Lavoir.

Sélection de vues des églises.
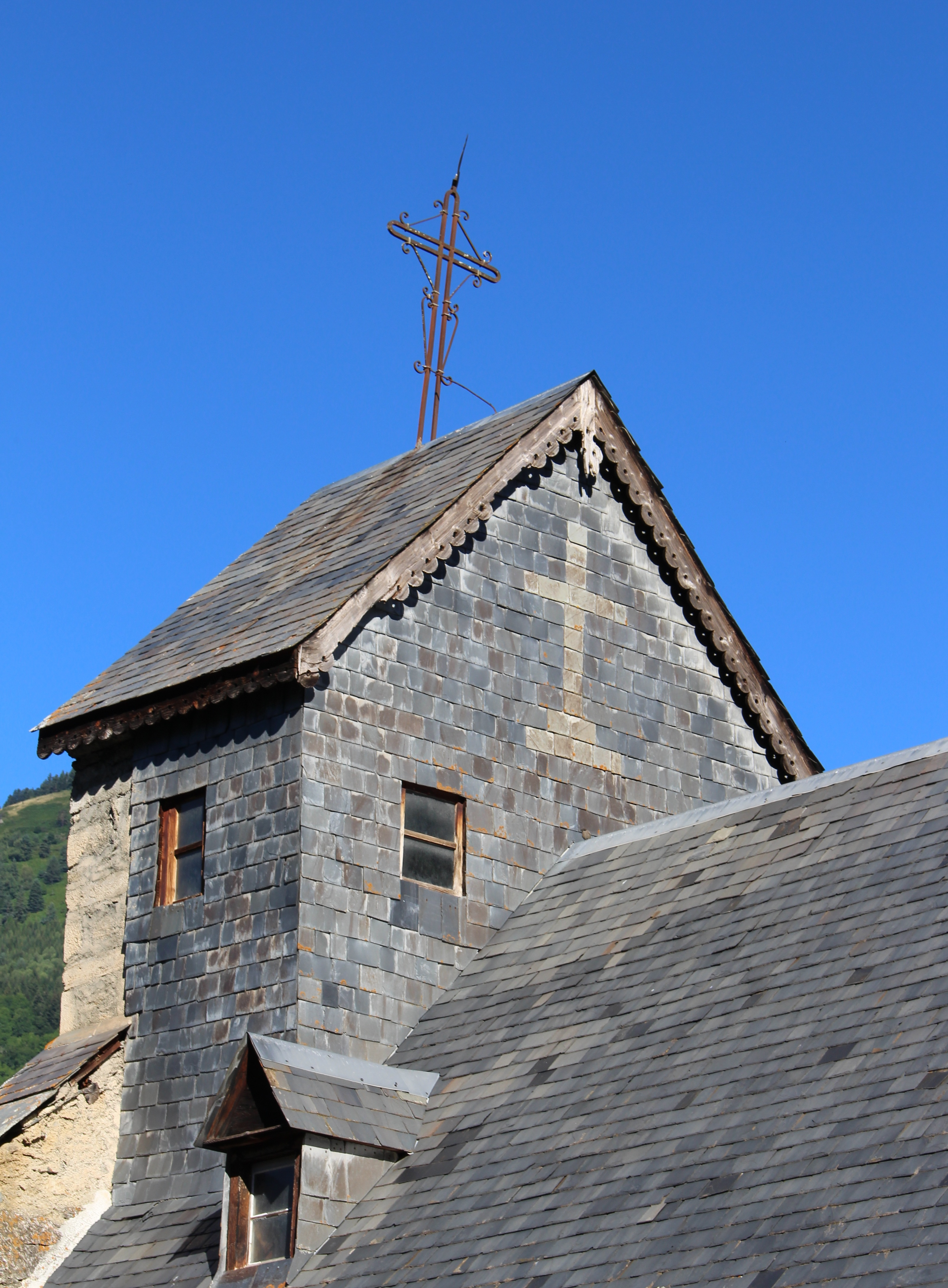
L'église Notre-Dame d'Anéran.
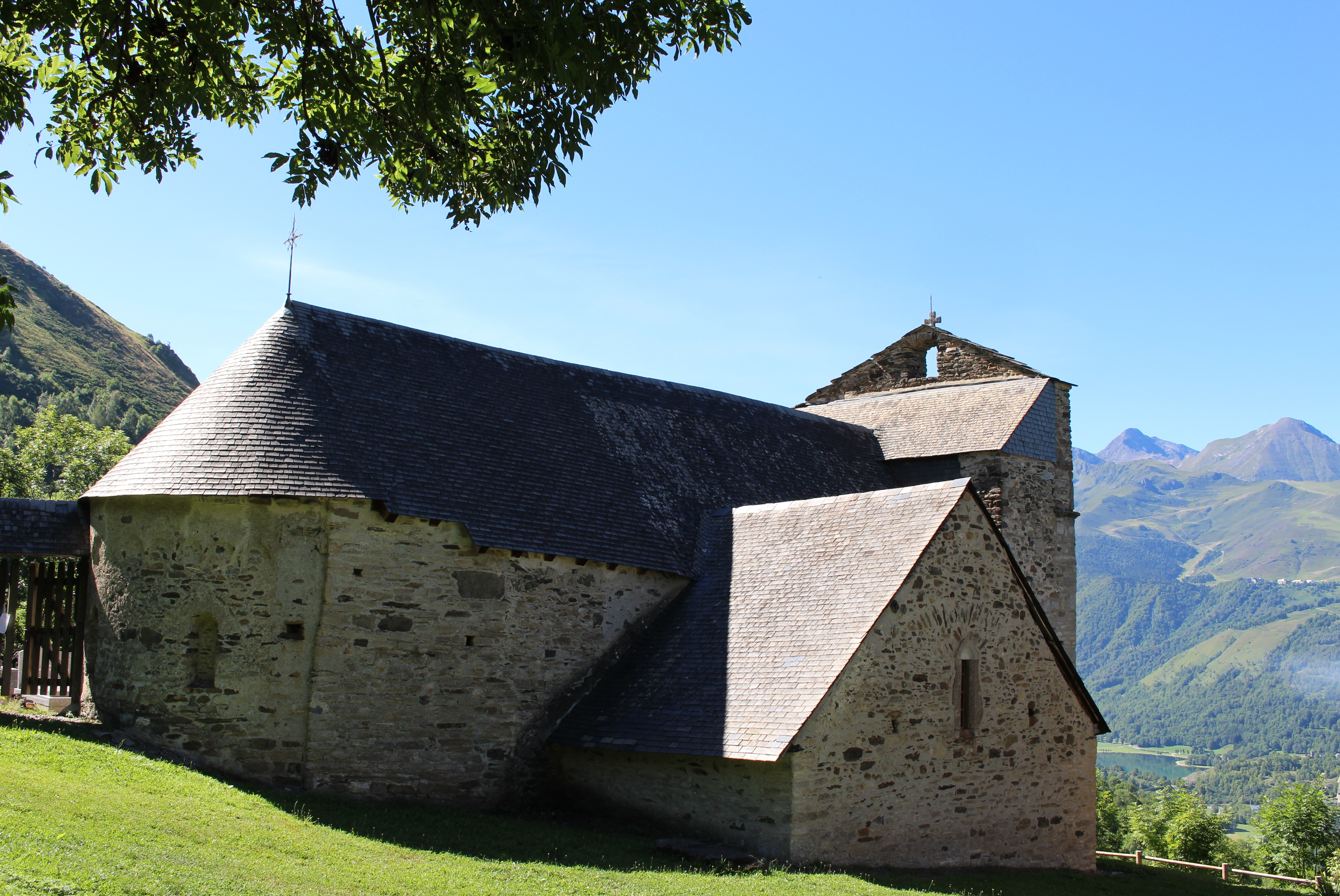
L'église Saint-Calixte.
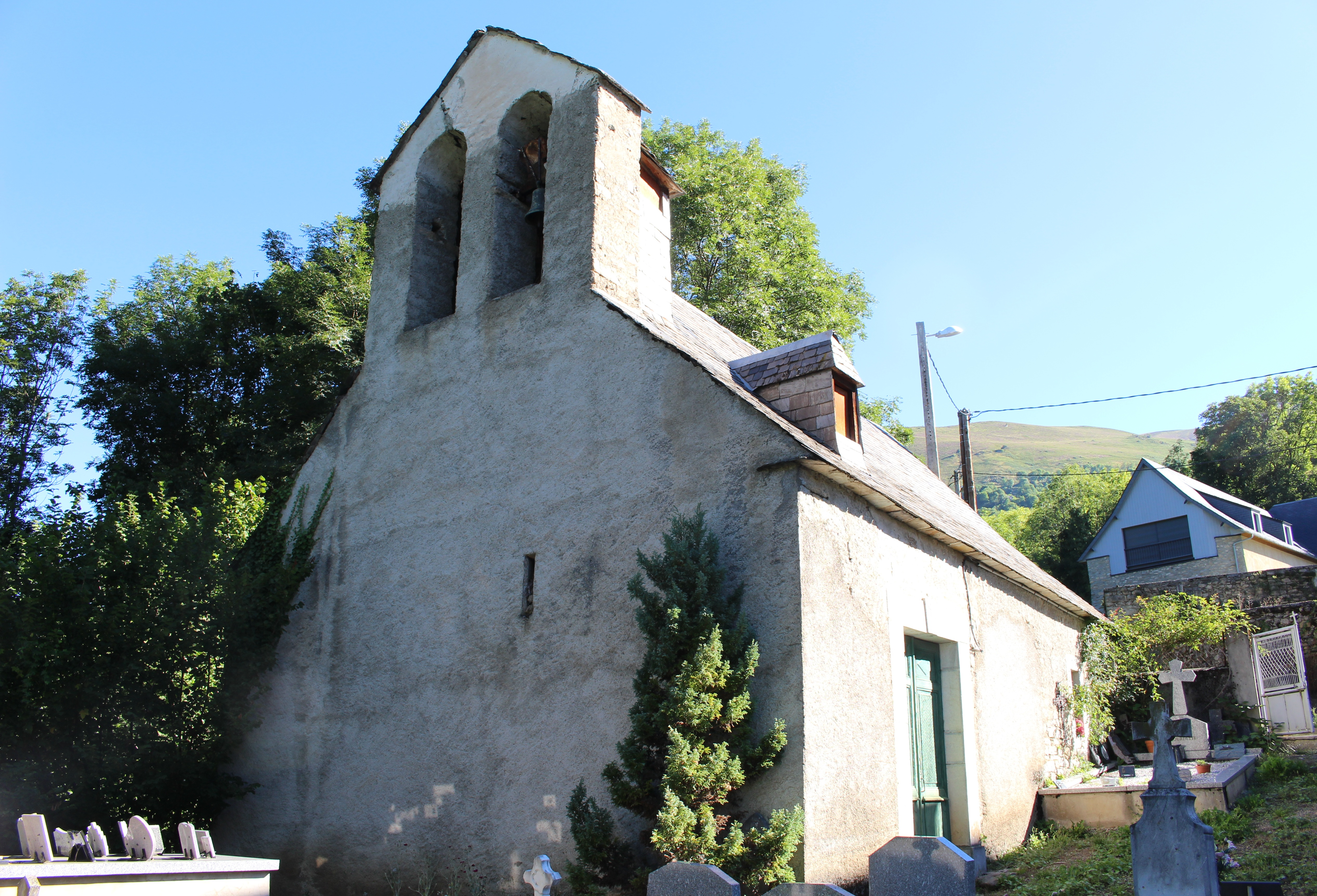
L'église Saint-Jacques.

Sélection de vues des chapelles.
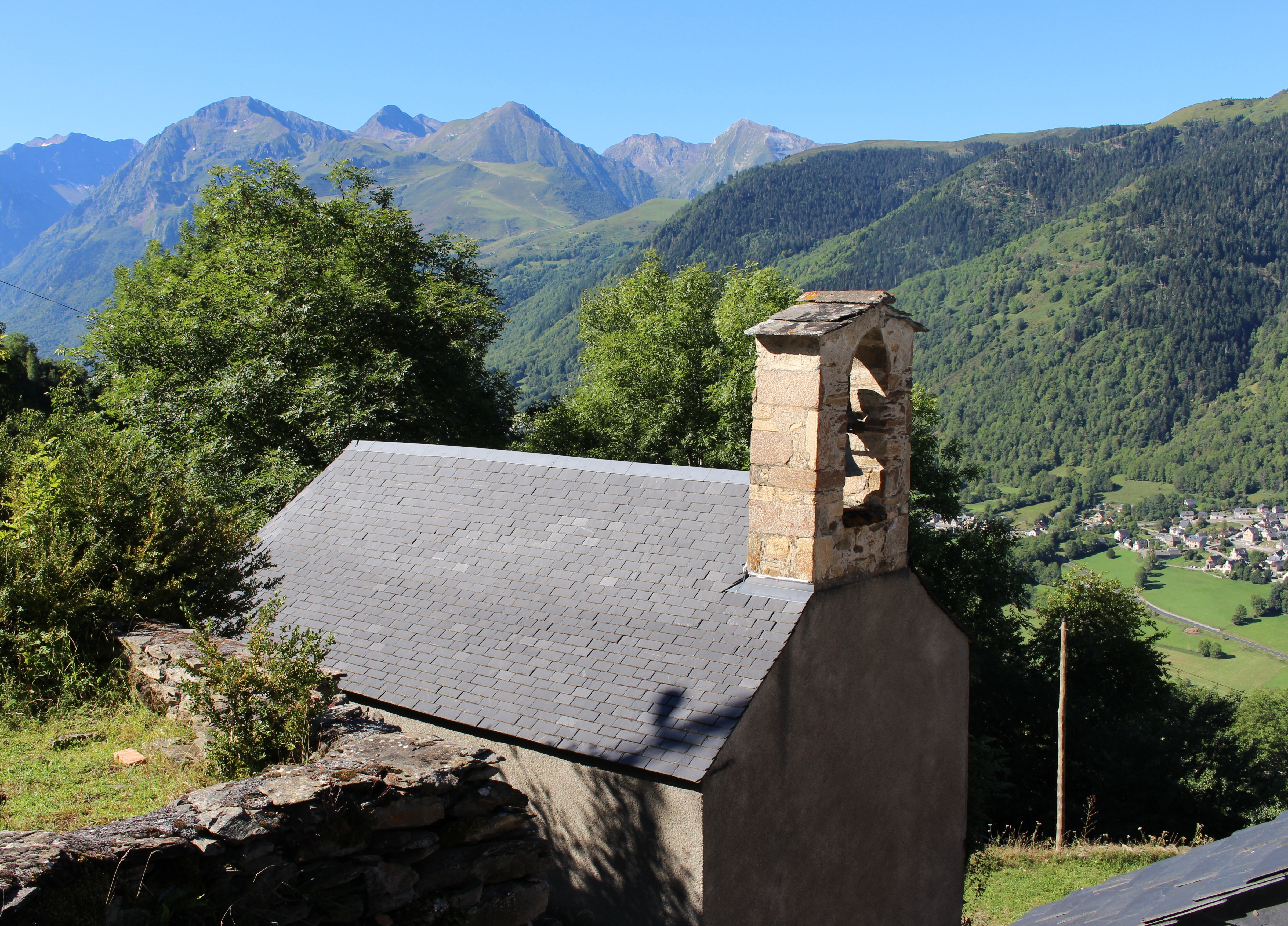
Chapelle Saint-Saturnin.
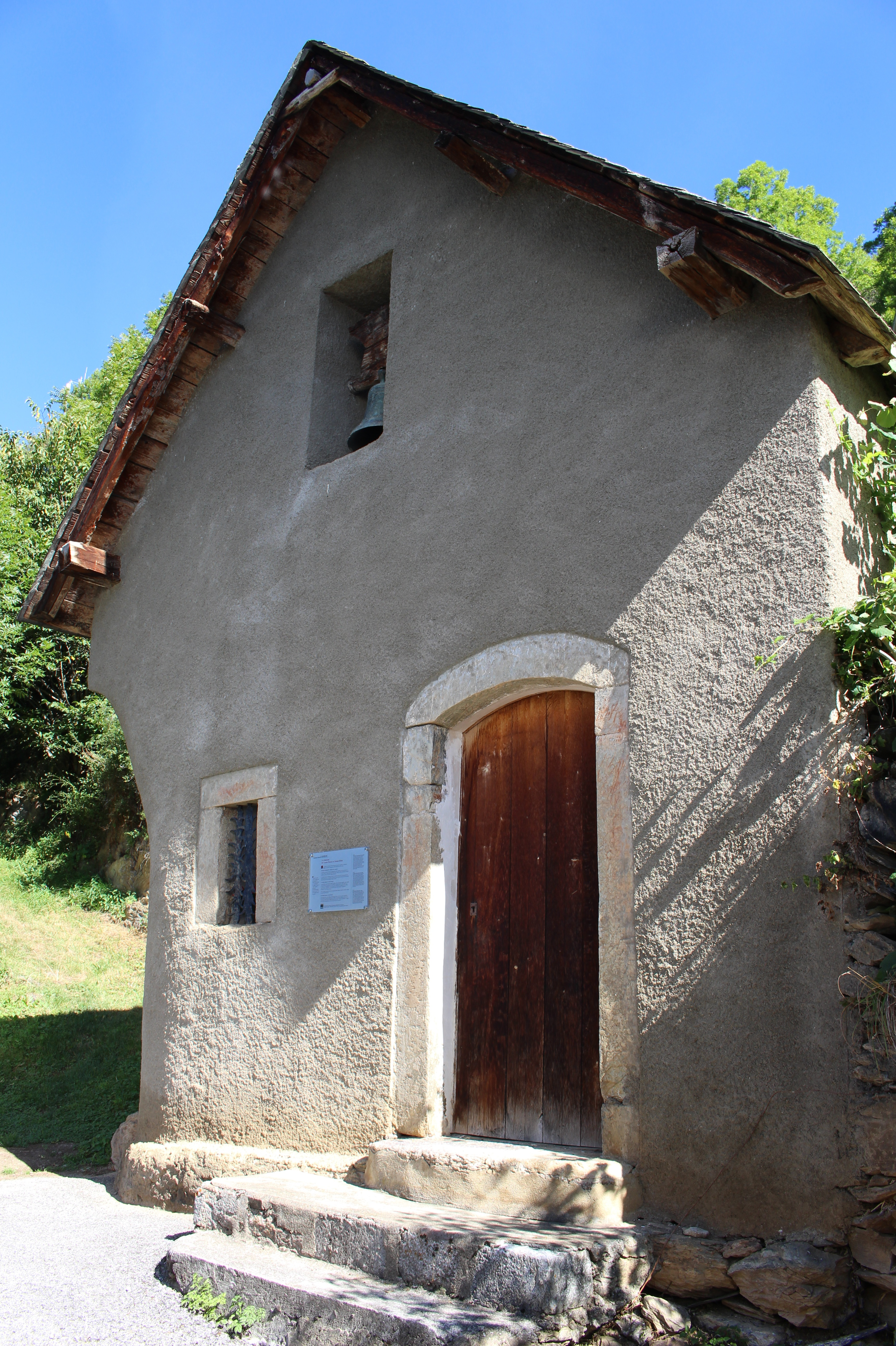
Chapelle Saint-Éloi.
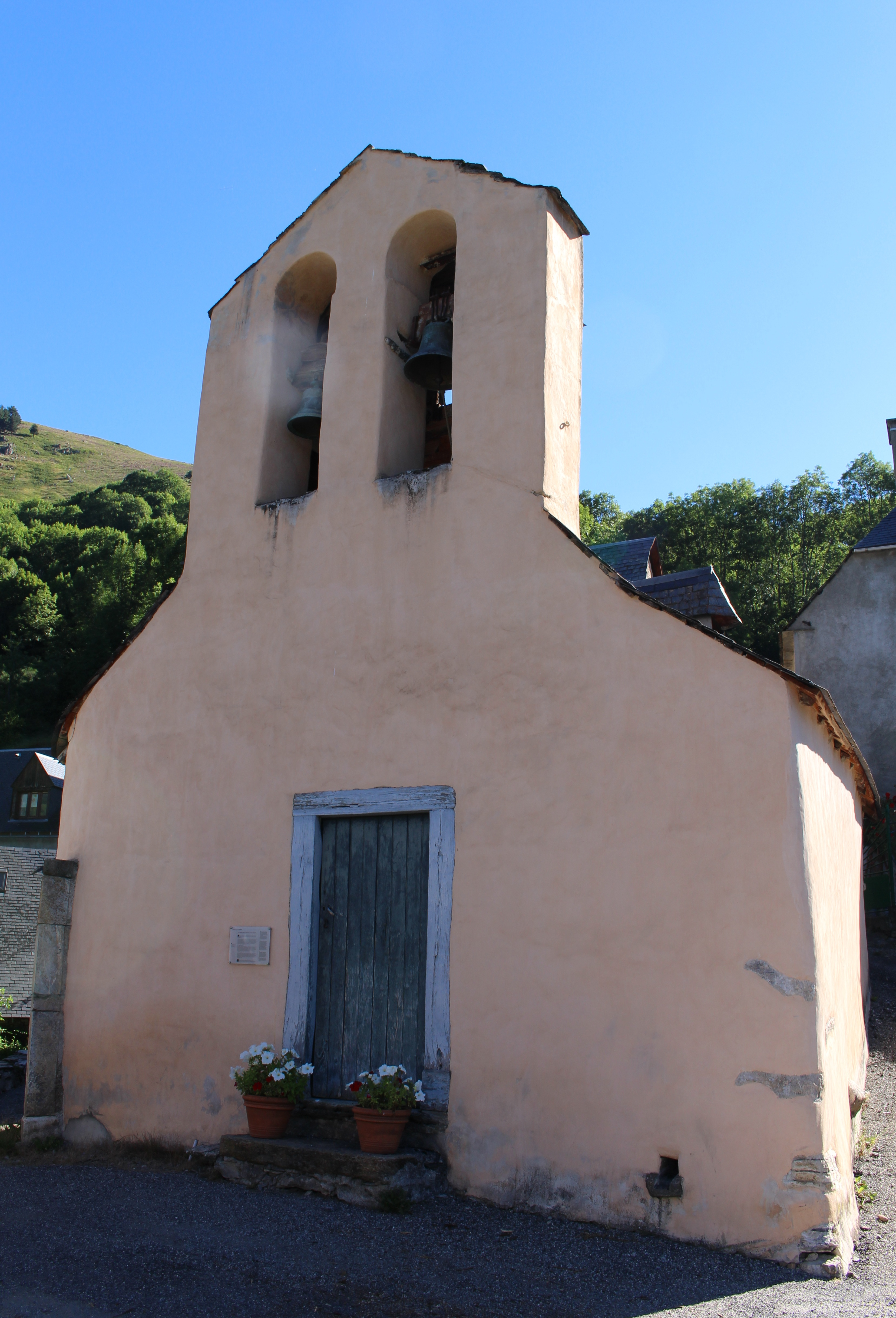
Chapelle Notre-Dame.

Sélection de vues des fontaines.
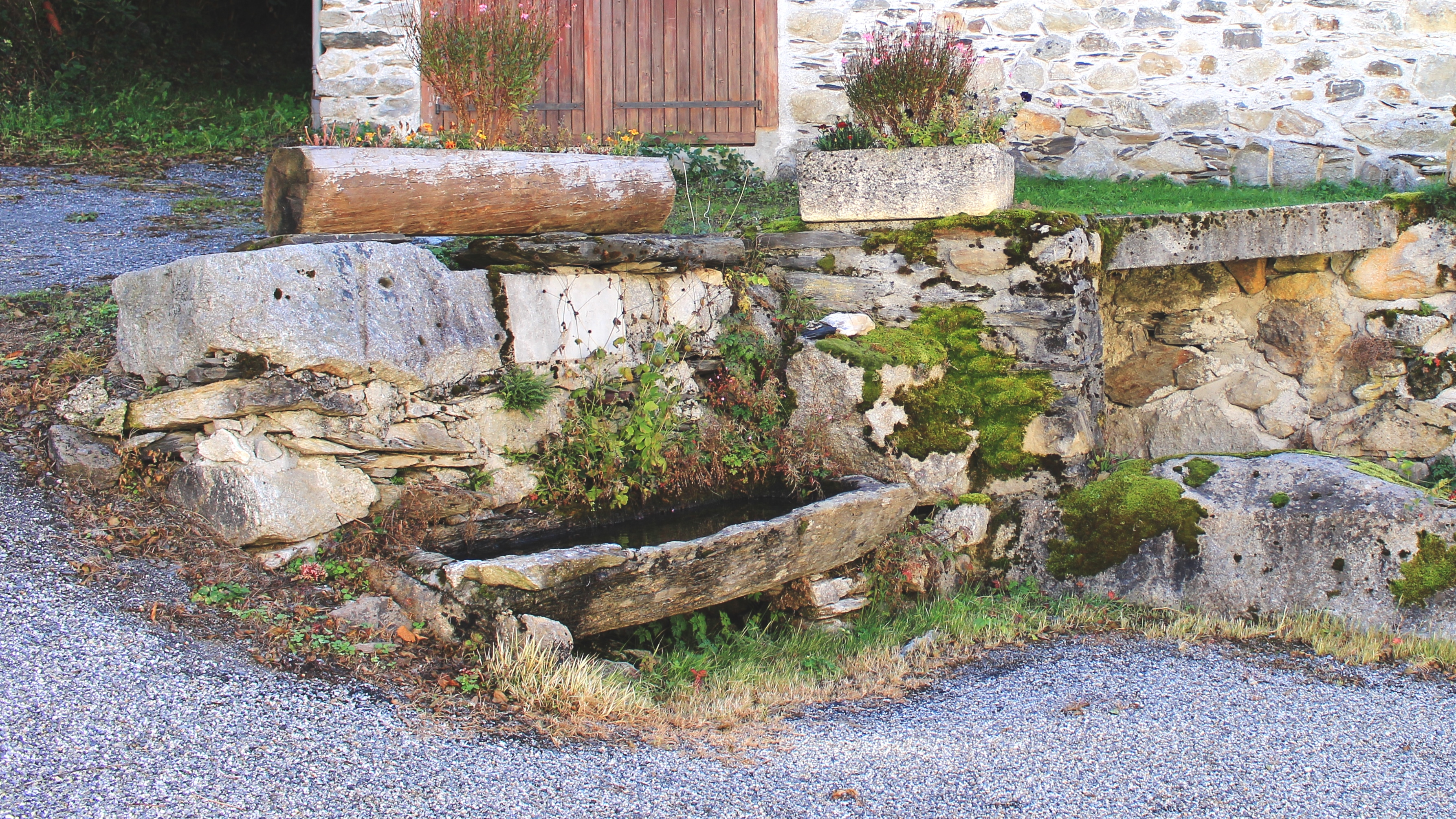
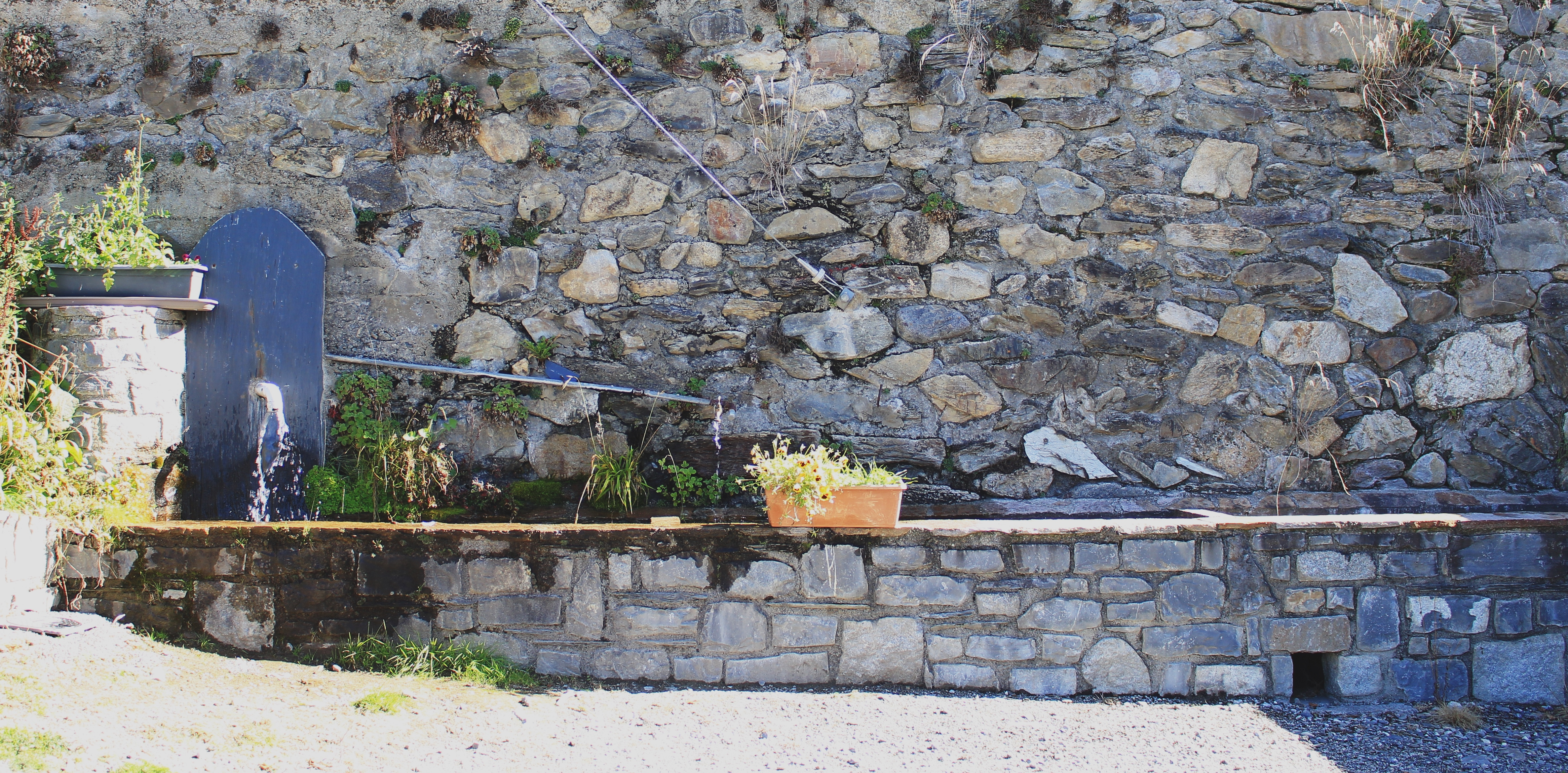
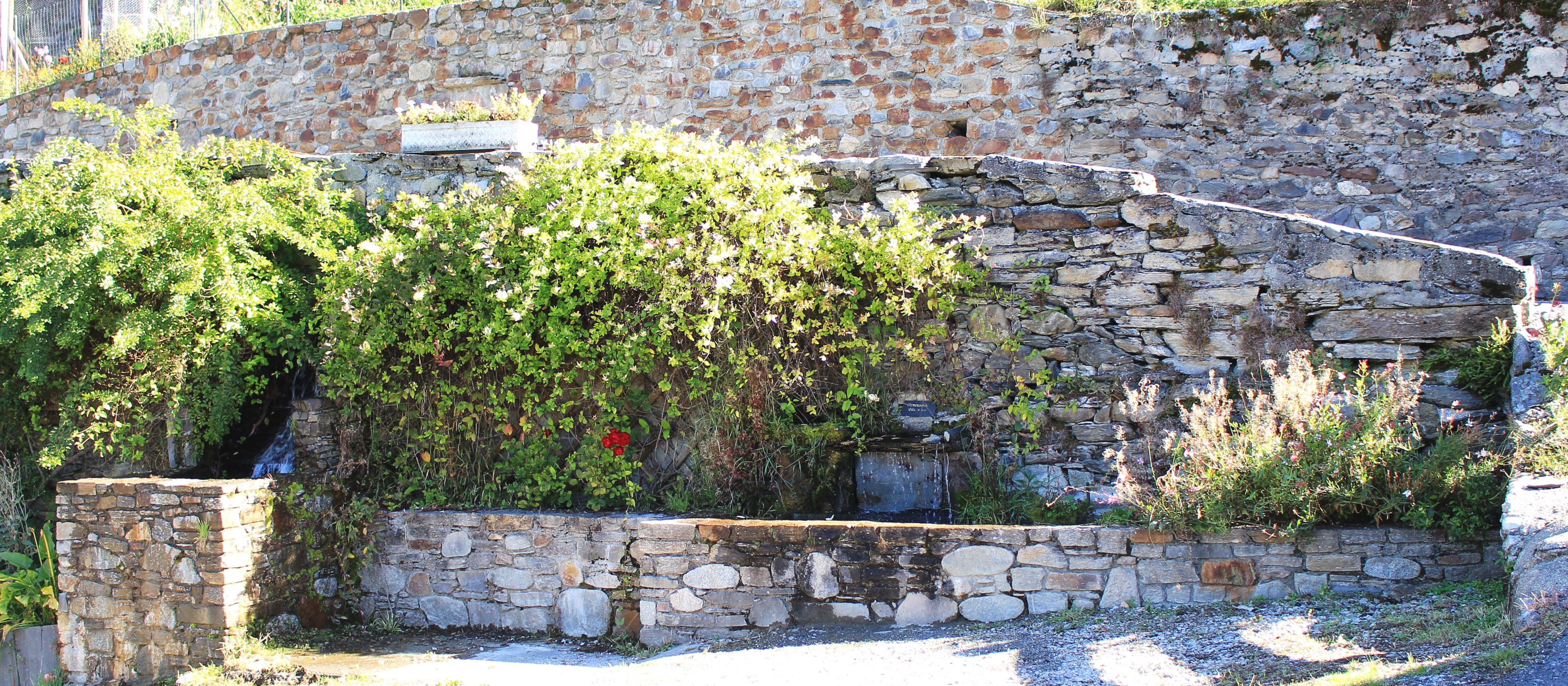

### Héraldique
| Blason | Blasonnement : Deux écus accolés : - écartelé : au premier et au quatrième d'or aux trois pals de gueules, au deuxième et au troisième d'argent à la hache de sable posée en pal (Cazaux Fréchet) - d'azur à l'écusson cousu de sinople chargé d'un agneau d'argent, cantonné de quatre annelets d'or (Anéran Camors) (armes fautives). |